# Puntea lui Rumi
Puntea lui Rumi este o poezie scrisă de George Coșbuc.
Tiltlul ei se referă la poetul mistic Jalal al-Din Muhammad Rumi.
In aceasta opera lirica este vorba despre un preot batran numit Rumi care facea minuni.Acesta este chemat de rege pentru a face o minune pentru ca a doua zi era Anul Nou zis si sarbatoarea Nevestelor.
Rumi se gandi sa faca o ,,proba,, cu puntea : aceasta consta in :1. Daca femeia nu-si insela barbatul aceasta era frumoasa vesnic si 2. Daca aceasta isi insela barbatul se inegrea ca noaptea astfel ispansind pacatul.
Regele o puse-se pe regina sa treaca prima si ea a refuzat spunand ca are emotii fentandu-l pe rege. Principestele au rosit si asteptau cu nerabdare sa treaca puntea.